# Corbeil-Essonnes
Corbeil-Essonnes  [kɔʁbɛj esɔn] je město v severozápadní části metropolitní oblasti Paříže ve Francii v departmentu Essonne a regionu Île-de-France. Od centra Paříže je vzdálené 28,3 km.

## Sousední obce
Corbeil-Essonnes sousedí s Évry, Étiolles, Saint-Germain-lès-Corbeil, Lisses, Saint-Pierre-du-Perray, Villabé, Ormoy, Le Coudray-Montceaux, Saintry-sur-Seine a Morsang-sur-Seine.

## Historie
V Corbeil byly od středověku koželužství, pepřovny, válcovací stanice a hlavně velké mlýny na mouku k zásobování Paříže.

## Vývoj počtu obyvatel
Počet obyvatel

## Osobnosti města
- Félicien Rops (1833–1898), belgický kreslíř a symbolistický malíř
- Auguste Bluysen (1868–1952), architekt
- Alfred Jarry (1873–1907), básník, romanopisec a dramatik

## Partnerská města
- Alzira, Španělsko
- Belinho, Portugalsko
- East Dunbartonshire,Velká Británie
- Sindelfingen, Německo